# 백자 달항아리 (부산광역시 유형문화재 제192호)
백자 달항아리(白磁 壺)는 18세기 전반기의 조선 백자 달항아리이다. 2018년 12월 5일 부산광역시의 유형문화재로 지정되었다.

## 지정 사유
정선된 백토로 상․하의 반구형(半球形) 몸체를 발물레로 따로 만들고 접합하여 완전한 구형(球形)을 구현하고자 하였으며, 유질이 맑은 장석유로 시유하여 1300 °C 이상으로 소성되어 광택이 뛰어나고 자화(磁化)가 매우 잘된 18세기 전반기의 조선 백자 달항아리이다. 은은하면서 원만함을 추구하는 선비의 미덕을 지닌 한국적 미(美)의 정수에 해당된다.
조선시대 대표적인 아름다움을 지닌 것으로 평가받고 있으며, 기 지정된 달항아리 비교해 볼 때 유색이 가장 밝고 소성도가 가장 높고 소성에 따른 변형은 적은 편이다. 일반적으로 백자 달항아리의 색조는 유백(乳白)색이 대부분인데 비하여 이 백자 달항아리가 가장 흰 색조를 지니고 있다. 이는 카올린[kaolin]이 좋거나 가장 고화도에서 소성되었음을 알려주는 것으로 고화도임에도 변형이 적은 내화성을 가졌음을 의미한다. 색조상 유백색의 달항아리는 따뜻하고 온유함에서 오는 풍만함이 있는데 비하여 이 달항아리는 깨끗하고 절제된 가운데서의 팽창감이 절정이다. 이 백자 달항아리는 기형상으로도 굽이 여타 지정의 달항아리보다 좁고 구연 또한 가장 좁은 양식으로, 달 모양을 가장 많이 표현･구축한 작품이다. 또 이 항아리에서 주판알 모양의 구연도 달항아리의 달 모양에 맞게 눈에 거슬리지 않게 하려는 의장으로 특이성이 인정된다. 따라서 여타의 지정 문화재에 비해서도 비교 우위를 주장할 수 있는 작품으로 그 형태와 특징이 뛰어나며 미술사적 가치가 높은 수작이다.